# Islote Las Tintoreras
El Islote Las Tintoreras (también llamado Tintorera o Villamil)  es el nombre que recibe un islote al sur de la bahía de Puerto Villamil en la isla de Isabela, que forma parte del archipiélago y parque nacional de las Islas Galápagos, incluido administrativamente en la Provincia de Galápagos. Es accesible por un recorrido en bote en el que se pueden observar iguanas, piqueros, pingüinos y aves marinas.
El nombre del islote proviene de un canal que se llena durante la marea alta de tiburones del tipo Tintorera (Triaenodon obesus). Posee una superficie de 12,4 hectáreas (0,12 kilómetros cuadrados), se encuentra a 68,8 kilómetros del centro del archipiélago, y una costa de 2,64 kilómetros.